# IC 1631
IC 1631 је спирална галаксија у сазвјежђу Феникс која се налази на листи објеката дубоког неба у Индекс каталогу.
Деклинација објекта је - 46° 28' 31" а ректасцензија 1h 8m 44,7s. Привидна величина (магнитуда) објекта IC 1631 износи 13,4 а фотографска магнитуда 14,2. IC 1631 је још познат и под ознакама ESO 243-40, AM 0106-464, DRCG 40-5, IRAS 01065-4644, PGC 4068.